# Silène acaule
Silene acaulis
Espèce
Classification phylogénétique
Le silène acaule (Silene acaulis) est une espèce de plantes vivaces rampante, appartenant à la famille des Caryophyllacées et au genre Silene.
Il pousse en montagne, dans la plupart des pays d'Europe et dans l'ouest des États-Unis, ainsi que dans la toundra du Groenland et du Svalbard; les feuilles forment des sortes de tapis de mousse dont émergent des fleurs roses à court pédoncule.
C'est une plante ayant pour capacité une longévité exceptionnelle, on peut trouver des individus approchant les mille ans, en altitude.
C'est une plante trimonoïque.

## Description
Plante rampante formant des coussins d'un vert vif entre les rochers. Nombreuses feuilles coriaces très petites, linéaires et pointues.
Malgré son qualificatif d'acaule (= sans tige), ses fleurs, le plus souvent solitaires, sont portées par de courts pédoncules. Leur couleur varie du rose pâle au pourpre, elles sont plus rarement blanches. Le calice est souvent teinté de rouge. Corolle à cinq pétales échancrés et à étamines saillantes (10 étamines, 3 styles).

## Caractéristiques
(sous-espèce acaulis)
- Organes reproducteurs :
  - Type d'inflorescence : cyme bipare
  - Répartition des sexes : gynodioique
  - Type de pollinisation : entomogame
  - Période de floraison : juin à septembre
- Graine :
  - Type de fruit :  capsule
  - Mode de dissémination : anémochore
- Habitat et répartition :
  - Habitat type : pelouses basophiles arctico-alpines climaciques
  - Aire de répartition : arctico-alpine

Données d'après : Julve, Ph., 1998 ff. - Baseflor. Index botanique, écologique et chorologique de la flore de France. Version : 23 avril 2004. 

### Sous-espèces et variétés
- Silene acaulis (L.) Jacq. subsp. acaulis
- Silene acaulis (L.) Jacq. subsp. bryoides (Jord.) Nyman
- Silene acaulis (L.) Jacq. subsp. cenisia Killias
- Silene acaulis (L.) Jacq. subsp. longiscapa Vierh.
- Silene acaulis (L.) Jacq. var. exscapa (All.) DC (États-Unis)
- Silene acaulis (L.) Jacq. var. subacaulescens (F.N. Williams) Fern. & St. John (États-Unis)